# Neopetrobia lerichei
Neopetrobia lerichei är en spindeldjursart som beskrevs av Meyer 1989. Neopetrobia lerichei ingår i släktet Neopetrobia och familjen Tetranychidae. Inga underarter finns listade i Catalogue of Life.